# Dyłbok doł
Dyłbok doł (bułg. Дълбок дол) – wieś w północnej Bułgarii, w obwodzie Łowecz, w gminie Trojan.